# Успенка (сумон)
Сумон Успенка — административно-территориальная единица (сумон) и муниципальное образование со статусом сельского поселения в Тандинском кожууне Тывы Российской Федерации.
Административный центр и единственный населённый пункт сумона — село Успенка.

## Население
| 2017 | 2018 |
| ---- | ---- |
| 477  | ↗522 |